# Graham Brown (calciatore)
Graham Brown (Matlock, 21 marzo 1946) è un ex calciatore inglese, di ruolo portiere.

## Biografia
Ha avuto un figlio, Paul, che è divenuto dirigente della sua vecchia squadra Mansfield Town, mentre l'altro figlio Stephen ha lavorato nelle giovanili del club.

## Carriera

### Club
Ha militato per lo più tra la terza e quarta serie inglese, ottenendo come miglior risultato la vittoria della Third Division 1980-1981 con il Rotherham Utd. 
Formatosi nel Crawley Town, passa senza presenze al Millwall e poi nell'agosto 1969 al Mansfield Town, club nel quale militerà sino al luglio 1974. Con gli Stags retrocederà in quarta serie al termine della Third Division 1971-1972. 
Dal club di Mansfield passò al Doncaster, sempre nella quarta serie inglese.
Nell'estate 1975 si trasferisce temporaneamente negli Stati Uniti d'America per giocare nella NASL, con i Portland Timbers, chiamato dall'allenatore Vic Crowe. 
Con i Timbers riuscì a giungere alla finale per il titolo del torneo nordamericano, persa contro i T.B. Rowdies.
Nel settembre 1976 passa allo Swansea City, sempre nella quarta serie inglese, giocandovi quattro incontri di fila da titolare prima di essere ceduto nel dicembre dello stesso anno al Southport, militante nella stessa categoria.
Ritornò ai Timbers nella stagione 1977, con cui non riuscì a superare la fase a gironi ed in cui giocò solo tre incontri a causa di un infortunio occorsogli.
Tornato in patria giocò per tre stagioni in Fourth Division al York City.
Vinse poi la Third Division 1980-1981 con il Rotherham Utd.  Dopo l'esperienza con il club di Rotherham, tornò al Mansfield Town per poi chiudere la carriera al Boston Utd.

### Allenatore e osservatore
Lasciato il calcio giocato ha lavorato come osservatore per Chelsea, Tottenham, Sheffield Utd, Rotherham Utd, Notts County e Coventry City. È inoltre stato allenatore dei portieri per il Rotherham Utd e l'Oldham Athletic.

## Palmarès

### Competizioni nazionali
- Third Division: 1

Rotherham Utd: 1980-1981